# Poecilippe femoralis
Poecilippe femoralis là một loài bọ cánh cứng trong họ Cerambycidae.